# Ignalina
Ignalina (en polonais : Ignalino) est une ville du nord-est de la Lituanie, dans l'apskritis d'Utena, à 110 km au nord de Vilnius.
La ville est traversée par la ligne de chemin de fer Vilnius-Saint-Pétersbourg.
La ville est connue en raison de la centrale nucléaire d'Ignalina qui ne se situe pas sur son territoire mais dans la ville voisine de Visaginas. Elle est souvent vue comme une ville industrielle récente. Cependant la présence du parc national d'Aukštaitija fait de la ville un point d'attraction touristique.

## Géographie
| - OpenStreetMap Limite communale. |

## Histoire
Les environs de la ville étaient habités au IXe siècle. La première mention du nom Ignalina date de 1810.
En 1862, la construction de la voie ferrée Saint-Pétersbourg-Varsovie et d'une gare favorisèrent le développement de la localité.
Avant la Seconde Guerre mondiale, plus de la moitié des habitants étaient membres de la communauté juive, soit 1 200 personnes. Après l'occupation d'Ignalina par l'armée allemande (1941), ils furent enfermés dans un ghetto et soumis aux travaux forcés . Ils transitèrent dans les villes voisines avant d'êtres assassinés lors d'exécutions de masse,.
Ignalina accéda au statut de ville en 1950.

## Jumelage
- Prachatice (Tchéquie)